# Tamba lineifera
Tamba lineifera är en fjärilsart som beskrevs av Walker 1865. Tamba lineifera ingår i släktet Tamba och familjen nattflyn. Inga underarter finns listade i Catalogue of Life.